# Marguerite-Marie Chichereau-Dinguirard
Pour les articles homonymes, voir Dinguirard.
Marguerite-Marie Chichereau-Dinguirard, née le 10 juillet 1948 à Tours (Indre-et-Loire), est une femme politique française.

## Détail des fonctions et des mandats
Mandat parlementaire
- 11 décembre 1991 - 18 juillet 1994 : Députée européenne